# Olindo Gorni
Olindo Gorni (* 5. September 1879 in Villa Poma, Italien; † 7. September 1943 in Genf, Schweiz) war ein italienischer Agrarwissenschaftler und Aktivist.

## Leben
Olindo Gorni wurde als Sohn des Serafino Gorni und der Veneranda Pulga geboren. 1904 heiratete er Claudina Ferraresi.
Nachdem Gorni 1903 sein Agronomiestudium in Parma abgeschlossen hatte, wirkte er als Dozent in diesem Fach und als Leiter der Nationalen Föderation der landwirtschaftlichen Genossenschaften in Italien. 1896 wurde er Mitglied der Sozialistischen Partei. 
Im Jahr 1924 verliess Gorni Italien und liess sich in Genf nieder, wo er bis 1939 als Beamter der Internationalen Arbeitsorganisation tätig war. Er betätigte sich in den italienischen antifaschistischen Organisationen in Genf und arbeitete bei der Zeitung Libera Stampa mit. Ab 1940 spielte er eine führende Rolle im Auslandzentrum der Sozialistischen Partei Italiens, das er im selben Jahr mit Ignazio Silone und Riccardo Formica als Geheimorganisation in Zürich gegründet hatte. Im Dezember 1942 wurde dies von der Schweizer Polizei entdeckt; der schwerkranke Gorni wurde nicht verhaftet, erhielt aber im Februar 1943 vom Bundesrat eine scharfe Verwarnung. Wenige Monate später starb er.